# Josef J. Pihert
Josef J. Pihert (27. srpna 1845, Domoušice – 21. října 1911, Praha) byl český hudební skladatel a pedagog.

## Život
V dětství zpíval v chlapeckém chrámovém sboru v Týnském chrámu pod vedením Albína Maška. Hudební vzdělání získal ve vojenské hudební škole Jana Pavlise. V letech 1870–1872 navštěvoval Varhanickou školu v Praze. Stal se ředitelem kůru a městským kapelníkem v Hustopečích na Moravě a od roku 1875 byl ředitelem kůru v Nymburce. Přispíval svými články do českých novin a časopisů.

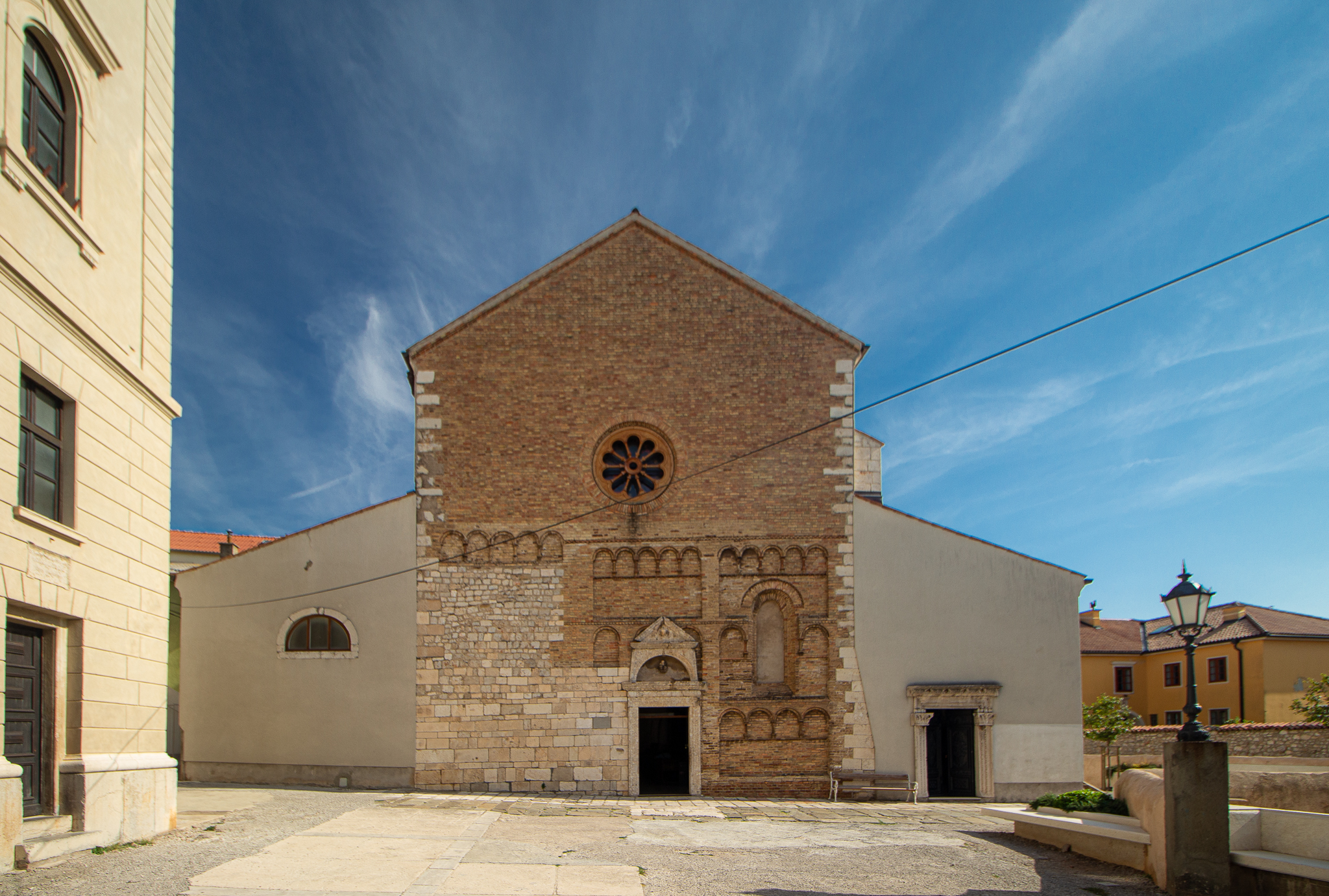
Senjská katedrála Panny Marie

V roce 1877 odešel do Chorvatska a působil jako biskupský kapelník v Senji. Byl sbormistrem pěveckého spolku Nehaj a velmi se zde zasloužil o propagaci české hudby.
Do Prahy se vrátil v roce 1883 a až do své smrti řídil hudební školu.
Josef J. Pihert zemřel v pražském chudobinci ve věku 66 let 21. října 1911.

## Dílo
Byl neobyčejně plodný skladatel. Zkomponoval 287 původních skladeb a uvedl dalších 150 úprav národních písní a děl jiných skladatelů. Byl zaměřen spíše na lehčí žánry, jako na operety, frašky se zpěvem a salonní hudbu. Komponoval však také klasickou vážnou hudbu a hudbu pro chrámové účely. Byl i dobrým hudebním pedagogem. Publikoval školy zpěvu a hry na housle.

## Seznam skladeb

### Operety
- Zlatá žába
- Šotek
- Rinaldo
- Vzdorovitá láska
- Ďáblùv podíl
- Poklad
- Toman a lesní panna
- Na venkově
- Vodník
- Růžové jezero
- Afrikánka
- Mirza

Kromě toho zkomponoval pěvecká čísla do dalších 10 her se zpěvy.

### Chrámová hudba
- 2 velké mše s orchestrem
- 6 vokálních mší
- více než 50 drobnějších chrámových skladeb
- 30 pohřebních písní a sborů

### Klavírní skladby
- Fialky (cyklus)
- Láska k vlasti (fantasie na českou národní píseň)
- Slovanská rapsódie

### Skladby pro varhany a harmonium
- 26 preludií a fug
- 30 improvizací
- 70 kadencí v dur a 70 kadencí v moll
- Arion (album 24 skladeb pro harmonium)
- Noc na Karlštejně pro harmonium
- Vzpomínka na Prahu pro harmonium

### Instruktivní literatura
- Mladý pianista
- Velká škola zpěvu
- Nová praktická škola pro housle